# Horton River (Gwydir River)
Der Horton River ist ein Fluss im Nordwesten des australischen Bundesstaates New South Wales.

## Geographie
Der Fluss entwässert den größten Teil der Nordhänge der Nandewar Range. Seine Quelle liegt östlich des Mount-Kaputar-Nationalparks und nordwestlich der Stadt Barraba. Er fließt von dort nach Norden durch die Kleinstädte Upper Horton und Caroda und mündet zwischen Bingara und Gravesend in den Gwydir River.
Das Flusstal wird für den Getreideanbau und zur Viehzucht genutzt. Es ist sehr dünn besiedelt und größere Städte am Fluss gibt es nicht. Die unbefestigte Straße von Narrabri nach Bingara quert das Tal.